# Dwight Hinson

Zawodnik Iowa State Cyclones

Dwight Hinson – amerykański zapaśnik w stylu wolnym. Brązowy medalista mistrzostw panamerykańskich  z 1997 roku.
Zawodnik Eisenhower High School z Lawton i Iowa State University. Cztery razy All-American (1995–1998) w NCAA Division I, drugi w 1996; trzeci w 1995 i 1998; czwarty w 1997 roku.